# Intolerancia a la trehalosa
La Intolerancia a la trehalosa o intolerancia a los champiñones es una enfermedad poco conocida. La enfermedad se debe a la falta de la enzima trehalasa en el 
intestino delgado.
Al no existir esta enzima, la trehalosa (un disacárido) no puede ser desdoblado 
en las dos moléculas de glucosa que lo forman. La falta de esta enzima en las vellosidades del intestino delgado provoca que la trehalosa pase sin digerir al intestino grueso, donde es fermentada por las bacterias, produciendo gases, malestar, diarreas, etc.
Es muy difícil diagnosticar esta intolerancia, ya que los síntomas son muy similares a otras intolerancias y patologías más comunes: enfermedad celíaca, intolerancia a la lactosa, síndrome de intestino irritable, enfermedad de Crohn, etc.
Una forma de diagnosticarla es efectuar una biopsia intestinal, tomar una muestra de las vellosidades intestinales y analizar la cantidad de la enzima presente.
- Datos: Q3043144